# La scomparsa di Nora - Identità scomparsa
La scomparsa di Nora - Identità scomparsa (The Disappearance of Nora) è un film per la televisione del 1993 diretto da Joyce Chopra.

## Trama
La mente di Nora Fremont è ossessionata da violenti flashback, che sembrano suggerirle la brutta verità: quella di essere l'assassina di un uomo. Nora combatte per comprendere che cosa significhi tutto ciò: non può credere di essere veramente un'omicida.